# هندوتوا
هندوتوا (سانسکریت: हिन्दुत्व، آوانگاری: Hindutva، ت. «هندوانی») شکل غالب ملی‌گرایی هندو در هند است. این لفظ را وینایاک دامودار ساوارکار در سال ۱۹۲۳ رواج داد. سازمان داوطلبانه ملی‌گرای هندوی راشتریه سویم سیوک سنگه، ویشوا هندو پریشد و هندو سنا پشتیبان آنند. جنبش هندوتوا را به معنای کلاسیک تقریباً فاشیست توصیف کرده‌اند که پایبند به مفهوم مورد مناقشه اکثریت همگون‌سازی شده و همگونی فرهنگی است. برخی در برچسب فاشیست مناقشه می‌کنند و معتقدند هندوتوا شکلی افراطی از «محافظه‌کاری» یا مطلق‌گرایی قومی است.
ابن ایدئولوژی در سال ۲۰۱۴ با انتخاب شدن نارندرا مودی به عنوان نخست‌وزیر، به عنوان جریان اصلی سیاست در هند درآمد.